# Ка д'Алберто (Модена)
Ка д'Алберто (итал. Ca' d'Alberto) је насеље у Италији у округу Модена, региону Емилија-Ромања.
Према процени из 2011. у насељу је живело 25 становника. Насеље се налази на надморској висини од 403 м.